# Polyacrylnitril
Polyacrylnitril (Kurzzeichen PAN) ist das Polymer von Acrylnitril.

## Aufbau und Eigenschaften
Das Polymer ist als Reinstoff hart, steif, chemikalien- und lösungsmittelresistent und hat einen Schmelzpunkt oberhalb der Zersetzungstemperatur. Es wird meist mittels radikalischer Polymerisation hergestellt.

## Historie
Polyacrylnitril (PAN) wurde 1930 von Hans Fikentscher und Claus Heuck im Werk Ludwigshafen der damaligen IG Farben erstmals synthetisiert. Da PAN unschmelzbar und in den damals gängigen Lösemitteln unlöslich ist, wurde der Stoff – ähnlich wie die Polymerisate des Tetrafluorethylens bei der IG Farben in Höchst – als Werkstoff allerdings nicht weiter untersucht. Der im Werk Bitterfeld der IG Farben tätige Chemiker Herbert Rein (1899–1955) erhielt 1931 bei einem Besuch in Ludwigshafen eine Probe des Materials und fand 1934 mit Pyridiniumbenzylchlorid  – einer ionischen Flüssigkeit – das erste gute Lösemittel für PAN. 1942 entdeckte Rein, dass PAN auch gut in Dimethylformamid löslich ist, und entwickelte darauf aufbauend einen technischen Verarbeitungsprozess zum Spinnen von PAN-Fasern.
Nach dem Krieg wurde die großtechnische Produktion von PAN als „Orlon“ zunächst bei DuPont in den USA aufgenommen. In der DDR wurde die industrielle Polyacrylnitrilfaserproduktion 1956 aufgrund der Vorarbeiten des Kollektivs „Wolcrylon“ (Max Duch, Herbert Lehnert u. a.) im VEB Film- und Chemiefaserwerk Agfa Wolfen aufgenommen. Zuvor waren in den Buna- (Polyacrylnitril) und Leuna-Werken (Dimethylformamid) die Voraussetzungen zur Herstellung der Ausgangsstoffe geschaffen worden. Für seine Leistungen erhielt das Kollektiv im selben Jahr den Nationalpreis der DDR II. Klasse für Wissenschaft und Technik.

## Verwendung

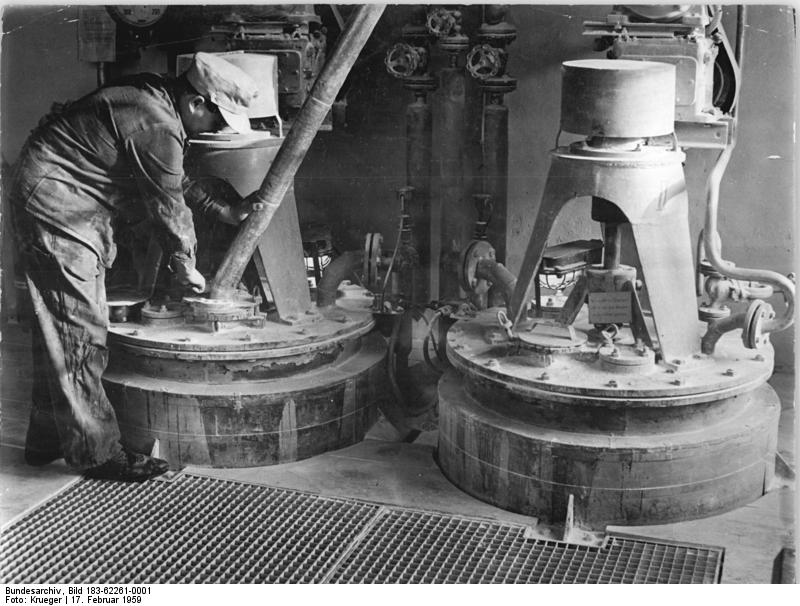
Versuchsproduktion von Prelanafasern (1959): In der Lösestation der Versuchsproduktions-Anlage füllt der Chemiearbeiter einen Lösungskessel mit dem Ausgangsmaterial Polyacrylnitril

Hauptsächlich werden daraus textile Synthesefasern („Polyacryl“, Kurzzeichen PAN) hergestellt, die mindestens zu 85 % aus Acrylnitril und einem oder mehreren Comonomeren wie z. B. Methylmethacrylat bestehen. Diese Fasern wurden und werden unter verschiedenen Marken vertrieben, beispielsweise:
- Dralon (früher Bayer AG, heute Dralon; Produktionsende 10/2021),[13]
- Dolan (früher Hoechst AG, heute Dolan GmbH),[14]
- Orlon (früher DuPont, heute Invista),[15]
- Crylor (Radici Partecipazioni) oder ehemals in der DDR als Wolpryla[16].

Die Fasern sind zumeist texturiert und weisen somit eine hohe Bauschigkeit auf, wodurch die Textilien einen wollartigen Charakter erhalten und warm, weich und knitterarm sind. Deshalb wird Polyacryl bei Pullovern, Pelzimitationen und Decken eingesetzt, wobei es oft mit Baumwolle oder Wolle gemischt, aber auch allein verarbeitet wird.
Darüber hinaus wird PAN in weiteren Copolymeren verwendet, z. B. zusammen mit Polyvinylchlorid (PVC) für schwerentflammbare Fasern (z. B. für Monofil-Kunsthaar, als Kanekalon vertrieben) oder zusammen mit 1,3-Butadien und Styrol als Acrylnitril-Butadien-Styrol-Copolymerisat (ABS). Bei Textilien werden Kunstfasern mit einem Acrylnitril-Anteil zwischen 50 % und 85 % als Modacryl bezeichnet.
Eine weitere Verwendung findet es für zugfeste, dehnungsarme Kunststoffseile. PAN wird als Stützschicht in der Membrantechnik verwendet.
PAN ist auch der wichtigste Grundstoff für die Herstellung von Kohlenstofffasern.

Umwandlung von PAN-Fasern in Kohlenstofffasern

Dünne Fasern aus modifiziertem PAN (Veresterung und weitere Oxidation zu Säureendung ..PAN-COOH) können durch abwechselnde Spülung mit Natronlauge und Salzsäure zu muskelähnlichen Kontraktionen angeregt werden. Die entwickelte Kraft hängt vom Grad der Polymerisation, der Konzentration der Spülflüssigkeiten und der mechanischen Dichte des Faserfilzes ab.
Ein Nachteil des Kunststoffs ist das Entstehen von Blausäure bei Schwelbränden oder bei starker Hitze.

## Nutzung der Textilfaser
Neben einigen Vorteilen wie gute Färbbarkeit erfordern die Textilprodukte jedoch die Einhaltung einiger Pflegehinweise. Die Faser ist hitzeempfindlich und darf nur bei maximal 40 °C gewaschen und nicht heiß gebügelt werden (nur Stufe 1). Das Behandeln im Wäschetrockner ist besser zu vermeiden. Eine Chlorbleiche ist nicht möglich. Zur Färbung werden kationische Farbstoffe eingesetzt.

## Externe Links zu erwähnten Verbindungen
1. ↑  Externe Identifikatoren von bzw. Datenbank-Links zu Benzylpyridiniumchlorid:  CAS-Nr.: 2876-13-3, EG-Nr.: 220-717-4, ECHA-InfoCard: 100.018.835, PubChem: 76135, ChemSpider: 68619, Wikidata: Q27271338.